# Roxy Music (álbum)
Roxy Music é o álbum de estreia homonimo do grupo de art rock e new wave Roxy Music.
| Críticas profissionais                                                      | Críticas profissionais |
| Avaliações da crítica                                                       | Avaliações da crítica  |
| Fonte                                                                       | Avaliação              |
| --------------------------------------------------------------------------- | ---------------------- |
| allMusic                                                                    | [ 2 ]                  |
| Esta tabela precisa de ser acompanhada por texto em prosa. Consulte o guia. |                        |

## Faixas
Todas as músicas escritas por Bryan Ferry. Faixas da versão original em LP.
Lado A
1. "Re-Make/Re-Model" – 5:14
2. "Ladytron" – 4:26
3. "If There Is Something" – 6:34
4. "Virginia Plain" – 2:58 (não incluído no lançamento inglês)
5. "2 H.B." – 4:30

Lado B
1. "The Bob (Medley)" – 5:48
2. "Chance Meeting" – 3:08
3. "Would You Believe?" – 3:53
4. "Sea Breezes" – 7:03
5. "Bitters End" – 2:03

## Créditos
- Bryan Ferry – vocal, piano, Hohner Pianet, mellotron.
- Brian Eno – sintetizador (VCS3), efeitos de gravação, vocal de apoio.
- Andy Mackay – oboé, saxofone, vocal de apoio.
- Phil Manzanera – guitarra elétrica.
- Graham Simpson - baixo.
- Paul Thompson – bateria.